# Àguila de Blyth
L'àguila de Blyth (Nisaetus alboniger) és un ocell rapinyaire de la família dels accipítrids (Accipitridae). Habita al Sud-est asiàtic. El seu estat de conservació es considera de risc mínim.
Com totes les àguiles astor asiàtiques, era inclosa al gènere Spizaetus, juntament amb les àguiles astor americanes.

## Morfologia
- Es tracta d'un ocell rapinyaire de mida mitjana, amb 51–58 cm de longitud.
- Color general negre per sobre i per sota blanc tacat de negre. Prominent cresta sobre el cap.

## Hàbitat i distribució
Habita als boscos de la Península Malaia, Borneo i Sumatra, incloent-hi moltes de les illes al voltant.